# Dilaton
Dilaton är inom partikelfysiken en hypotetisk elementarpartikel som uppkommer inom teorier med extra dimensioner, som strängteorin, och är där ett fält som styr hur starkt strängarna växelverkar på olika platser i rumtiden.  